# 国际海洋法法庭
国际海洋法法庭（英語：International Tribunal for the Law of the Sea，缩写），是由第三次聯合國海洋法會議授權成立的政府間組織，根據1982年12月10日簽署的《联合国海洋法公约》建立，是該公約第287條所列的四個爭端解決機制之一，亦是专门审理海洋法案件的国际组织。該組織雖依據聯合國公約設立，惟其並非聯合國所屬機構，僅與後者保持密聯繫，並於1997年締結《聯合國與國際海洋法法庭合作與關係協定》建立雙方合作機制，並為联合国大会观察员组织。
國際海洋法法庭总部位于德国汉堡市，海洋法公約並設有國際海底管理局，負責監管各國管轄範圍以外（即領海、臨接海域和大陸棚以外）的深海開採活動。公約目前有168個締約國和會員，包括167個國家和歐洲聯盟。截至2022年12月，美國和伊朗皆未簽署加入。

## 联合国海洋法公约
《联合国海洋法公约》于1982年12月10日在牙买加蒙特哥貝开放签署，1994年11月16日公约生效。該公约建立了一个完整的法律框架，对所有海洋区域、对海洋的利用以及海洋资源做出规定。海洋法公约設有与領海、臨接海域、大陸棚、专属经济区以及公海有关的規範条款。該公约还对保护和维护海洋环境、海洋科学研究以及海洋技术的开发和转让做出规定。

## 组织
國際海洋法法庭設有简易程序分庭、渔业争端分庭和海洋环境争端分庭。法庭可应当事方要求成立处理特别争端的分庭。根据該公约规定，法庭由21名独立法官组成。其資格具有以下条件：
- 享有公平和正直的最高声誉，并在海洋法领域内具有公认资格；
- 不得执行任何政治或行政职务，也不能对与“勘探和开发海洋或海底资源”或“与海洋或海底的其他商业用途有关”的任何企业的任何业务有“积极联系”或 “有财务利益”。

法庭作为一个整体，还必须能代表世界各主要法系和公平地区分配。法官的选举按海洋法公约各缔约国协议的程序举行。得票最多并获得出席并参加表决的缔约国三分之二多数票的候选人即当选为法官，但该项多数应包括过半数的缔约国。法官任期九年，可连选连任。

## 管辖权
法庭管辖权包括根据《聯合國海洋法公约》及其执行协定提交法庭的所有争端，以及其他任何已具体规定赋予法庭管辖权的协定所列之事项。海洋法公约的缔约国都可参加法庭，在某些情况下，除缔约国之外的实体（例如国际组织及自然人或法人）也可参加。

## 法官
庭长和副庭长由大多数法庭法官通过无记名投票选出。庭长和副庭长的任期为三年，可连选连任。
庭长指导工作的开展，监督法庭的行政部门，并且在与国家和其他实体的关系中代表法庭。庭长主持法庭的所有会议。在票数相同的情况下，庭长拥有决定票。庭长还是简易程序分庭的一名当然法官。庭长负责其任法官的任何专案分庭的工作。

### 现任法官
| 国籍       | 姓名                          | 上任 | 庭长       | 副庭长     |
| ---------- | ----------------------------- | ---- | ---------- | ---------- |
| 阿尔及利亚 | 布阿莱姆·布盖岱亚             | 2008 |            | 2014-2017  |
| 阿根廷     | 弗里达·玛利亚·阿尔马斯·菲特尔 | 2023 |            |            |
| 喀麦隆     | 莫里斯·坎加                   | 2020 |            |            |
| 佛得角     | 若泽·路易斯·热苏斯            | 1999 | 2008–2011  |            |
| 智利       | 玛利亚·特蕾莎·因凡特·卡菲     | 2020 |            |            |
| 中国       | 段洁龙                        | 2020 |            |            |
| 冰島       | 托馬斯·海達爾                 | 2014 | 2023年至今 |            |
| 印度       | 內魯·查達                     | 2017 |            | 2023年至今 |
| 義大利     | 伊达·卡拉乔洛                 | 2020 |            |            |
| 牙买加     | 坎蒂-安·布朗                  | 2020 |            |            |
| 日本       | 堀之内秀久                    | 2023 |            |            |
| 马耳他     | 大卫·阿塔尔德                 | 2011 |            | 2017-2020  |
| 荷蘭       | 利斯贝特·林扎德               | 2017 |            |            |
| 巴拉圭     | Óscar Cabello Sarubbi         | 2017 |            |            |
| 波兰       | 康拉德·馬西尼亞克             | 2023 |            |            |
| 俄罗斯     | 罗曼·科洛德金                 | 2017 |            |            |
|            | Osman Keh Kamara              | 2023 |            |            |
| 南非       | Thembile Elphus Joyini        | 2023 |            |            |
| 韩国       | 李滋炯                        | 2023 |            |            |
| 泰國       | 克里安沙克·基蒂猜沙里         | 2017 |            |            |
| 乌克兰     | 马尔基扬·库利克               | 2011 |            |            |

## 与《海洋法公约》争端解决的仲裁庭的关系
按照《联合国海洋法公约》的附件7，出现仲裁的时候，需要成立一个临时的仲裁庭，这个仲裁法庭由5位仲裁员组成。争端双方当事国可以分别指定一人（可以是本国人），另外三人由争端双方协商确定（必须是第三国）。如果争端的一方抵制仲裁，根据公约附件7的规定由国际海洋法法庭庭长代替这方当事国指定仲裁员。

## 外部連結
- 國際海洋法法庭（英文）（法文）

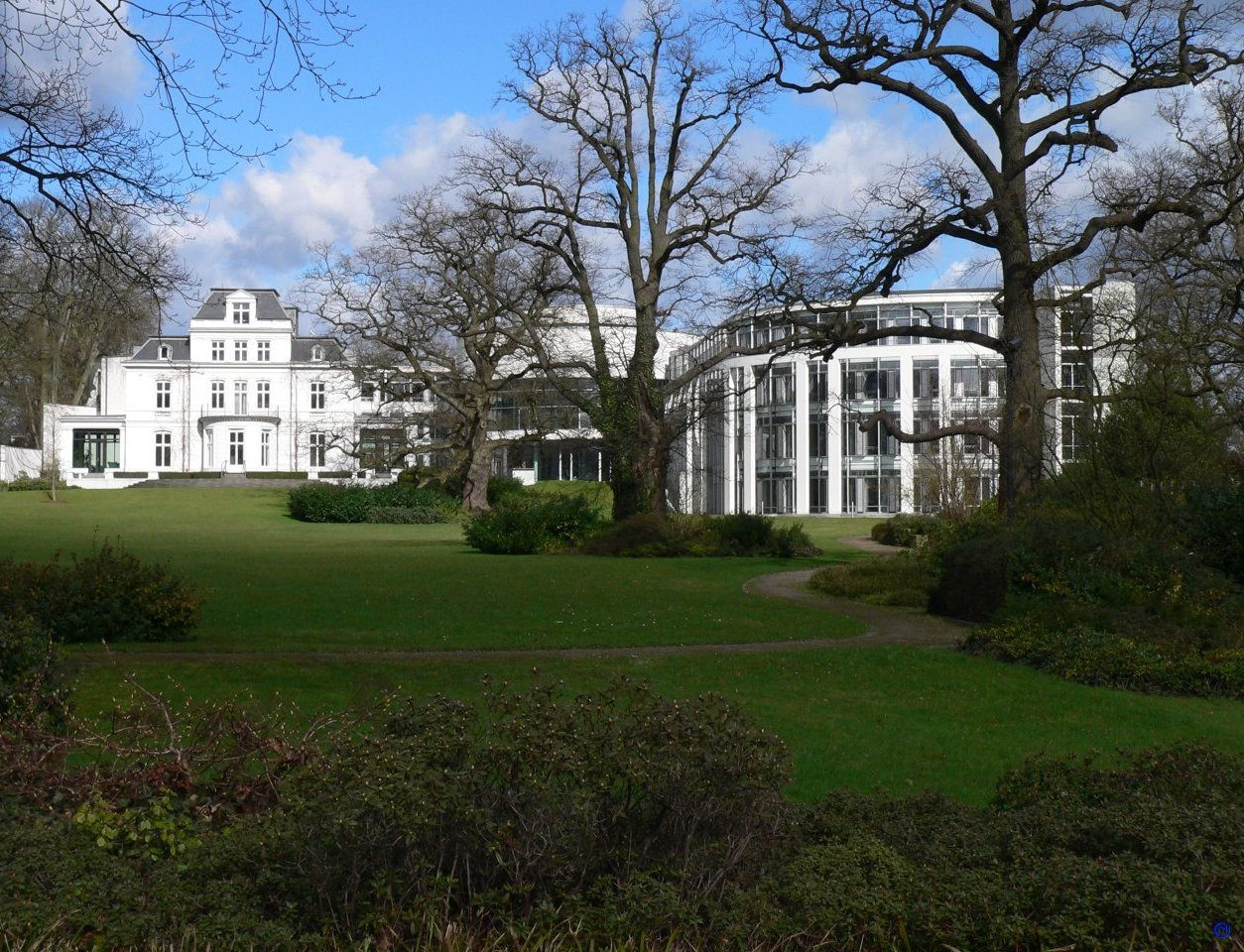
国际海洋法法庭

- International Foundation for the Law of the Sea（页面存档备份，存于）
- Privileges and Immunities（页面存档备份，存于）, Berlin, 14 December 2004